# Нефедьев, Василий Васильевич
Василий Васильевич Нефедьев (1796—1879) — профессор Горного института, действительный статский советник.

## Биография
Окончив Горный кадетский корпус, 12 января 1811 года поступил на службу пробирным учеником в Санкт-Петербургском монетном дворе; с 1812 года состоял на службе в Горном кадетском корпусе, где в 1825—-1849 годах преподавал минералогию и ориктогнозию; профессор института Корпуса горных инженеров. С 1863 года — полковник Корпуса горных инженеров. Был смотрителем музея института Корпуса горных инженеров
С 1837 по 1862 году преподавал минералогию в Технологическом институте.
Был награждён орденами: Св. Анны 2-й ст. (1855) и Св. Станислава 2-й ст. (1858) с императорскими коронами и Св. Владимира 4-й ст. (1860; за 35 лет выслуги). С 9 октября 1873 года — действительный статский советник.
Был членом Санкт-Петербургского минералогического общества (с 1875 года — почётный член).